# Grieg Seafood
Grieg Seafood ASA (OSE: GSF
) er en norsk fiskekoncern, der satser på produktion af laks i havbrug i Rogaland og Finnmark (Norge), Britisk Columbia og Newfoundland (Canada) og på Shetlandsøerne (Skotland). Virksomheden har hovedkontor i Bergen og er børsnoteret på Oslo børs. De producerer årligt 80.000 tons foreller, som de forarbejder på egne fabrikker og eksporterer. I 2024 udgjorde deres salgsindtægter 7,381 mia. norske kroner. Grieg Seafood blev etableret af Per Grieg i 1988. Familien Grieg er fortsat en væsentlig aktionær i selskabet.